# ALL (تعقيد حسابي)
في نظرية الحاسوبية ونظرية التعقيد الحسابي، ALL هو قسم كل المسائل.

## علاقته بأقسام أخرى
ALL يحتوي كل أقسام التعقيد من ضمنها RE وco-RE